# Phlegra tetralineata
Phlegra tetralineata là một loài nhện trong họ Salticidae.
Loài này thuộc chi Phlegra. Phlegra tetralineata được Lodovico di Caporiacco miêu tả năm 1939.